# Poliopastea nox
Poliopastea nox är en fjärilsart som beskrevs av Druce 1898. Poliopastea nox ingår i släktet Poliopastea och familjen björnspinnare. Inga underarter finns listade i Catalogue of Life.